# すずき紀子
すずき 紀子（すずき のりこ、3月17日 - ）は、日本の女性声優。ケンユウオフィス所属。埼玉県出身。本名および旧名は鈴木 紀子（読み同じ）。

## 人物
以前は九プロダクションに所属していた。
趣味はドライブ。

## 出演
太字はメインキャラクター。

### テレビアニメ
1998年
- 剣風伝奇ベルセルク（貴婦人B）
- ルパン三世 炎の記憶〜TOKYO CRISIS〜
- LEGEND OF BASARA（子供、ハヤトの母、侍女）

1999年
- 宇宙海賊ミトの大冒険2人の女王様（中年女）

2000年
- ニャニがニャンだー ニャンダーかめん（2000年 - 2001年、ピーどり、カバレリーナ、ブルン、ぽーわに、ミル、カサヤン）

2002年
- ヒカルの碁（参加者、中年女）
- ふぉうちゅんドッグす（ダルジャン、ジャズ、ワン）

2003年
- L/R -Licensed by Royal-（老婆）
- それいけ!アンパンマン（ぜんまいちゃん）

2005年
- 英國戀物語エマ（2005年 - 2007年、テレサ・ハミルトン、マーサ） - 2シリーズ
- 雪の女王（女）

2006年
- ゼロの使い魔（シュブルーズ、マリアンヌ）

2007年
- 恋する天使アンジェリーク〜かがやきの明日〜（宿屋の女将）

2008年
- ゴルゴ13（ヴィクトリア）
- ゼロの使い魔〜三美姫の輪舞〜（シュブルーズ）
- のらみみ2（ノリ子）

2009年
- アラド戦記〜スラップアップパーティー〜（ポーラ）
- NARUTO -ナルト- 疾風伝（2009年 - 2012年、幽鬼丸の母、いのの母）

2011年
- ひめチェン!おとぎちっくアイドル リルぷりっ（おばあちゃん）
- 魔乳秘剣帖（トメ）

2012年
- じょしらく（おばさん）
- しろくまカフェ（おばあちゃん）

2013年
- アイカツ!（おばさん）

2014年
- Wake Up Girls!（磯川）
- 咲-Saki- 全国編（霞の祖母）

2018年
- BEATLESS（元経団連副会長〈中枢F〉）

2019年
- アサシンズプライド（スターチィ）

2023年
- ふしぎ駄菓子屋 銭天堂（小湊俊子）

### 劇場アニメ
- ジュノー（2010年、ジュノーの母[3]）

### ゲーム
- クラッシュ・バンディクー5 え〜っ クラッシュとコルテックスの野望?!?（2004年、マダム・アンバリー）
- 召喚少女 〜ElementalGirl Calling〜（2007年、ナナッツ）
- ダンテズ・インフェルノ 〜神曲 地獄篇〜（2010年、ベッラ）
- 朧村正 津奈缶猫魔稿（2013年、老猫[4]）

### 吹き替え

#### 映画
- アイドル・ハンズ
- 悪魔を憐れむ歌 ※ソフト版
- ヴィレッジ
- エンジェル・アイズ（エラノラ・デーヴィス〈シャーリー・ナイト〉[5]）
- カラー・オブ・ハート
- キス・オブ・ザ・ドラゴン ※ソフト版
- グリーンマイル
- ゴールデンボーイ
- コヨーテ・アグリー
- スペース・カウボーイ
- ダーク・ウォーター
- ターミナル（女性）※ソフト版
- ディープ・ブルー（ボートの女〈エリン・バートレット〉）
- ディープ・インパクト（ヴィッキー・ホッチナー）
- トーマス・クラウン・アフェアー（アンナ・ヌードセン）※ソフト版
- ドラゴンハート ※日本テレビ版
- ノーマンズ・ランド ※テレビ東京版
- π
- パンチドランク・ラブ
- 秘密のラジオ・ガール
- ファイヤーウォール
- ブラック・スワン
- ブルース・オールマイティ
- ペイバック ※ソフト版
- ボウリング・フォー・コロンバイン
- 星の王子 ニューヨークへ行く ※日本テレビ版
- ミステリー、アラスカ
- みんな私に恋をする
- モナリザ・スマイル
- ヤング・ブラッド
- 容疑者
- リトル・ダンサー
- ローマの休日（伯爵夫人〈マーガレット・ローリングス〉[6]）※日本テレビ版2
- わたしたちの島で わんぱくアザラシのモーセ
- ワン・ナイト・スタンド（マルゴー）

#### ドラマ
- ER緊急救命室シリーズ
  - シーズン4 #4（マーティ〈ペネロープ・ウィンダスト〉）、#7（エラ〈リーザ・ヴィンニチェンコ〉）、#14（図書館員〈アマンダ・カーリン〉）
  - シーズン5 #1（ライデル〈デニース・ダウス〉）
  - シーズ8 #22（マージ・サターフィールド〈マージョリー・ラヴェット〉）
  - シーズン10 #4（ベッツィ〈チャネット・ジョンソン〉）、#19,20（エステル〈ジェニファー・エコルズ〉）
  - シーズン11 #16（ロレーン〈アリー・レイ〉）
  - シーズン13 #8（ジョージア〈セルマ・ピンカード〉）
  - シーズン15 #3（キャロル・ウエディングトン〈アレックス・S・アレクサンダー〉）
- 華麗なるペテン師たち4
- グッド・ドクター 名医の条件 シーズン1 #14、シーズン2 #4
- ゴースト 天国からのささやき シーズン2（デリア・バンクス）
- 恋するアンカーウーマン（ペッパー・デニス）
- CSI:ニューヨーク（マックの母）
- シー・ハルク:ザ・アトーニー（エレイン・ウォルターズ）
- シカゴホープ2
- 神鵰侠侶（裘千尺）
- 蒼穹の昴（白太太〈付亜南〉）
- 太陽を抱く月
- TOUCH/タッチ（アビゲイル・ケルシー）
- 24 -TWENTY FOUR-
  - シーズン1
  - シーズン7（アラマ・マトボ〈トーニャ・ピンキンス〉）
- PAN AM/パンナム
- プライベート・プラクティス4（ジャネット〈アネット・オトゥール〉）
- プライベート・プラクティス5（グラハム夫人）
- ボディ・オブ・プルーフ 死体の証言（リリアン・パークソン）
- ホミサイド/殺人捜査課（ジュリアナ・コックス〈ミシェル・フォーブス〉）
- ホワイトチャペル2 終わりなき殺意
- ロイヤル・スキャンダル 〜エリザベス女王の苦悩〜

#### アニメ
- キャッツ・ドント・ダンス
- サウスパーク（バターズ・ストッチ、ドッグ・プー 他）
- ティンカー・ベルと妖精の家
- トゥーストゥーピッドドッグス
- ドーラといっしょに大冒険（イーサ）
- フォスターズ・ホーム（マダム・フォスター）
- フラニーズ・フィート（グラニー）
- ヘラクレス（女性）
- リロ・アンド・スティッチ
- リロ・アンド・スティッチ2
- レックス・ザ・ラント

### ナレーション
- BS世界のドキュメンタリー「マリー・アントワネット 禁断のラブレター」（2022年1月20日、NHK BS1）

### その他
- 地球ドラマチック（ボイスオーバー）
  - 「中国 紫禁城の秘密」
  - 「ルーブル美術館の舞台裏」
  - 「古代エジプト 王女の墓の謎」
  - 「ポンペイ 石こう像の新事実」